# جيف هاسلر
جيف هاسلر هو لاعب اتحاد الرغبي كندي، ولد في 21 أغسطس 1991 في Okotoks ‏ في كندا.

## وصلات خارجية
- جيف هاسلر على موقع سلسلة سباعيات الرغبي العالمية - رجال (الإنجليزية)
- جيف هاسلر عل موقع إسبنسكروم (الإنجليزية)
- جيف هاسلر على موقع ItsRugby.co.uk (الإنجليزية)